# NGC 44
NGC 44 је двојна звезда у сазвежђу Андромеда која се налази на NGC листи објеката дубоког неба.
Деклинација објекта је + 31° 17' 12" а ректасцензија 0h 13m 13,4s. Привидна величина (магнитуда) објекта NGC 44 износи 12,7.